# Hrobka českých králů

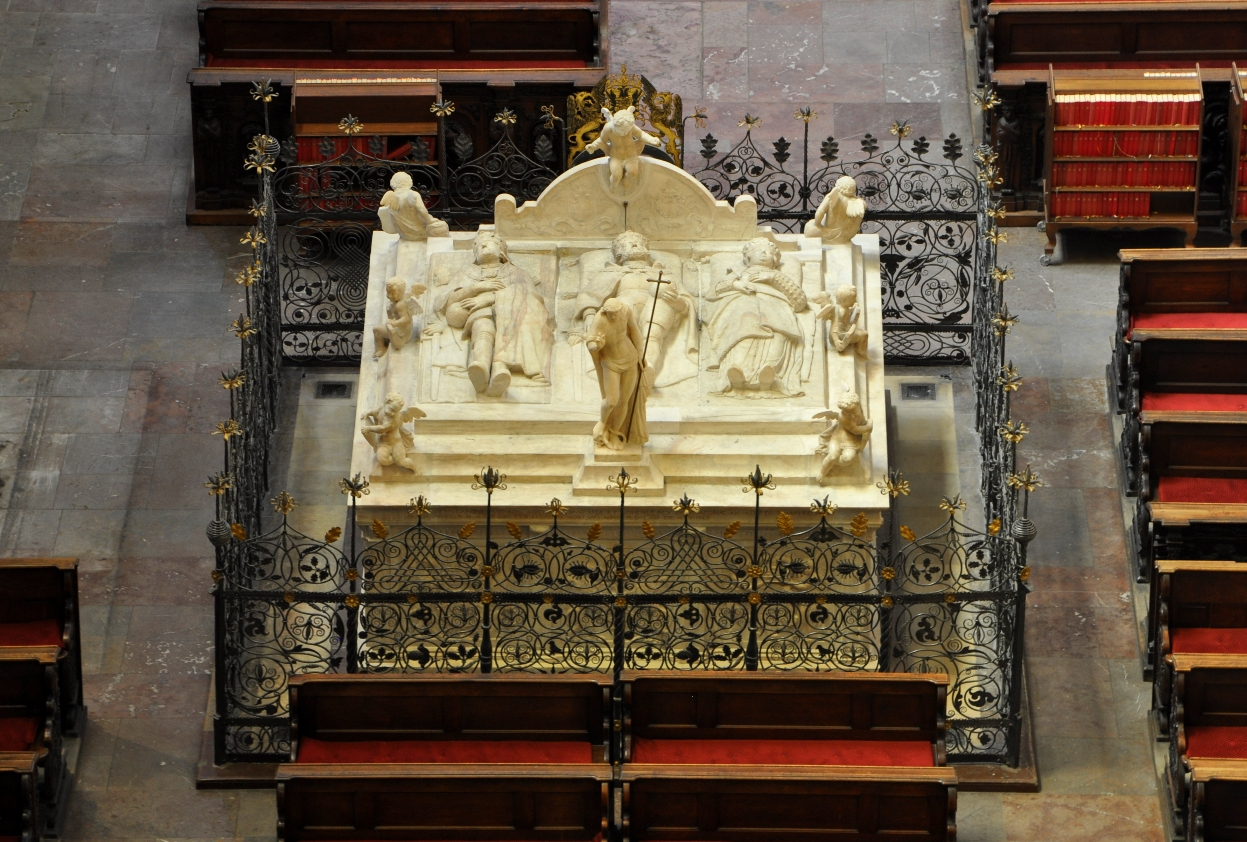
Collinovo mauzoleum

Hrobka českých králů se nachází v prostorách katedrály svatého Víta, Václava a Vojtěcha na Pražském hradě. V samotné katedrále se jedná o Colinovo mauzoleum a dále o Královskou hrobku, která je umístěna v podzemních prostorách katedrály pod mauzoleem. Další čeští panovníci jsou pohřbeni mimo tuto hrobku králů v chóru katedrály. Svatý Václav je pohřben v podzemí Kaple svatého Václava. V podzemí svatovítské katedrály se nacházejí zbytky zdiva románské baziliky pocházející z 11. století.

## Královská hrobka

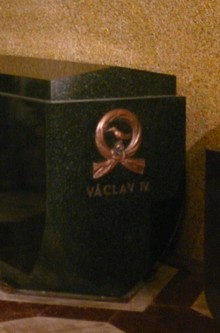
Točenice s ledňáčkem, znak Václava IV. na jeho rakvi.

Podzemní hrobka pod Colinovým Královským mauzoleem byla vybudována na příkaz císaře Rudolfa II. Jednokomorová hrobka je zaklenutá valenou klenbou, má rozměry 9,29 x 5,2 metrů. V roce 1590 byly do nové hrobky přeneseny všechny rakve ze staré krypty pod kněžištěm. V roce 1612 tam byl pochován Rudolf II. Později byla hrobka ohledána kanovníkem Tomášem Pešinou z Čechorodu v roce 1677, dále pak v roce 1743. V roce 1804 tam byla pohřbena arcivévodkyně Marie Amálie. V roce 1804 byly na příkaz císaře Františka neúspěšně hledány ostatky jeho předků českého krále Rudolfa a rakouského vévody stejného jména. Oba hroby byly nalezeny v roce 1870 a do této hrobky se jejich ostatky dostaly až v roce 1935. Hrobka byla také otevřena v roce 1851 za panování Františka Josefa I., pro ostatky byly vyrobeny nové dřevěné černě natřené rakve označené jmény a ostatky do nich byly uloženy o 4 roky později. Největší změny proběhly v letech 1928–1935 v souvislosti s ukončením dostavby katedrály. Hrobku tehdy upravil architekt Kamil Roškot. Stěny a klenbu pokryla žluto-šedo-zelená mozaika bez ornamentů, podlaha je tvořena mramorovými deskami, jejichž ornament sleduje půdorys jednotlivých sarkofágů.
Hrobka byla slavnostně vysvěcena 32. pražským arcibiskupem Karlem Kašparem 2. listopadu 1935, její podoba se od té doby nezměnila.
Hrobka má samostatný vchod vybudovaný Kamilem Hilbertem z kaple svatého Kříže v katedrále, z níž vedou schody do podzemí chrámu.
V hrobce je 10 sarkofágů a tumb, kromě dvou jsou všechny moderní.
- A/ prostřední řada
  - 1. Karel IV. (1316–1378), český (1346–1378) a římský král (1346/1347–1378) a císař (od roku 1355) – bronzový sarkofág na vyvýšeném místě uprostřed
  - 2. manželky Karla IV. – společný sarkofág vlevo
    - a/ Blanka z Valois (1316–1348), česká královna (1346–1348), 1. žena Karla IV.
    - b/ Anna Falcká (1329–1353) z rodu Wittelsbachů, česká královna (1349–1353), 2. žena Karla IV.
    - c/ Anna Svídnická (1339–1362) z rodu Piastovců, česká královna (1353–1362), 3. žena Karla IV.
    - d/ Alžběta Pomořanská (1346 n. 1347 – 1393), česká královna (1363–1378), 4. žena Karla IV.

  - 3. společný žulový sarkofág vpravo
    - a/ Václav IV. (1361–1419), český (1378–1419) a římský král (1378–1400), syn Karla IV. ze 3. manželství
    - b/ Johana Bavorská (1356–1386) z rodu Wittelsbachů, česká královna (1378–1386), 1. žena Václava IV.
- B/ přední řada
  - 4. Jiří z Poděbrad (1420–1471), český král (1458–1471) – sarkofág vlevo
  - 5. Ladislav Pohrobek (1440–1457) z rodu Habsburků, český král (1453–1457) – sarkofág vpravo
- C/ zadní řada od levé strany
  - 6. Jan Zhořelecký (1370–1396), syn Karla IV. z posledního manželství; uložen v žulovém sarkofágu spolu s pozůstatky neznámých osob
  - 7. Václav (1350–1351), 1. syn Karla IV. a Anny Falcké (a pozůstatky dalších nedospělých dětí Karla IV.)
  - 8. Rudolf II. Habsburský (1552–1612), český král (1576–1611), císař (1576–1612) – originální cínový sarkofág ozdobený erby; jednalo se o poslední pohřeb českého krále do "české půdy".
  - 9. tři Habsburkové (společný sarkofág)
    - a/ Rudolf Habsburský (kolem 1281–1307) zvaný "král Kaše", český král (1306–1307)
    - b/ Rudolf II. Švábský (1270–1290), vévoda rakouský, syn římského krále Rudolfa I. Habsburského
    - c/ Eleonora Habsburská (1568–1580), sestra císaře Rudolfa II.

  - 10. Marie Amálie Habsbursko-Lotrinská (1746–1804), 4. dcera královny Marie Terezie a císaře Františka I. Štěpána Lotrinského – originální cínová rakev. Její srdce je uloženo v urně č. 33 v Hrobce srdcí v augustiniánském kostele ve Vídni.

## Colinovo Královské mauzoleum
Královské mauzoleum se nachází uprostřed kněžiště katedrály nad Královskou hrobkou. Bylo vytvořeno na objednávku Maxmiliána II. a jeho bratra Ferdinanda II. Tyrolského v letech 1566–1590 z bílého mramoru nizozemským sochařem, rodákem z Mechelenu Alexandrem Colinem (1527–1612). Vzniklo v Innsbrucku, císař Rudolf II. ho nechal rozebrat a na saních převézt do Prahy. V horní části náhrobku uprostřed jsou ležící postavy Ferdinanda I., po jeho pravé ruce syn Maxmilián II., po levé manželka Anna, kolem je 7 andílků a socha vzkříšeného Krista. Po stranách jsou medailony českých králů a erby zemí. Kolem celého mauzolea je kovaná a tepaná mříž zhotovená malostranským zámečníkem Georgem Schmidthammerem. Mauzoleum bylo otevřeno až v 70. letech 20. století, ostatky byly exhumovány, po prozkoumání byly zpátky uloženy 6. února 1978.
V mauzoleu byli v cínových rakvích za přítomnosti děkana Jiřího Bartholda Pontana z Breitenberka pochováni:
- 1. Ferdinand I. Habsburský (1503–1564), český (1526–1564) a římský král (1531–1564), římský císař (od roku 1556); jeho sídelním městem byla Vídeň, ale už v prvním testamentu z roku 1532 určil, že chce být pohřben v Praze.
- 2. Anna Jagellonská (1503–1547), česká královna (1526–1547), manželka Ferdinanda I.
- 3. Maxmilián II. Habsburský (1527–1576), český král a římský císař (1564–1576), syn předchozích dvou; přál si být pohřben ve Vídni, tam ale řádila morová epidemie.

## Hrobky panovníků v ostatních částech katedrály

### Chór katedrály

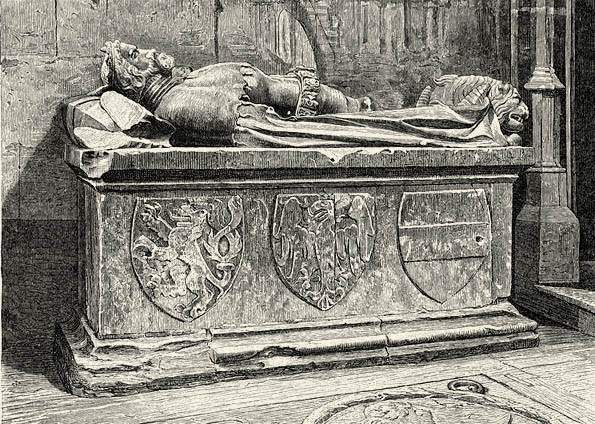
Hrobka Přemysla Otakara II.

Těchto šest následujících hrobek s bohatou architektonickou a sochařskou výzdobou bylo vytvořeno parléřovskou hutí. V prosinci 1373 byly pozůstatky knížat a králů nově uloženy poté, co byly přeneseny z hrobů v původní románské bazilice. Kosti spolu s fragmenty původní hrobové výbavy byly uloženy do dřevěné schránky a pohřbeného identifikovala olověná destička uvádějící jméno.
- Knížata
  - A/ kaple Nejsvětější Trojice a Panny Marie (také zvaná Císařská) – v ose katedrály
    - 1. Břetislav I. (kolem 1002–1055), český kníže 1035–1055 – kamenná tumba
    - 2. Spytihněv II. (1031–1061), český kníže 1055–1061 – kamenná tumba[pozn. 1]

  - B/ kaple sv. Jana Křtitele (také zvaná kaple sv. Antonína nebo Arnošta z Pardubic, případně Arnoštova) – ve východní části 1. kaple vlevo od osy chrámu
    - 3. Břetislav II. (+ 1100), český kníže 1092–1100 – původně vně baziliky sv. Víta, nad hrobem vystavěna kaple sv. Tomáše. Ostatky měly být přeneseny do kamenné tumby v kapli sv. Jana Křtitele, patrně ale zůstaly na svém místě a dodnes leží v podzemí katedrály
    - 4. Bořivoj II. (kolem 1064–1124), český kníže 1101–1107 a 1117–1120 – kamenná tumba
    - (v této kapli jsou pod okny i náhrobky 8. pražského arcibiskupa (1561–1580) Antonína Brusa z Mohelnice (1518–1580) a 9. pražského arcibiskupa (1580–1590) Martina Medka z Mohelnice (1538–1590))
- Králové
  - C/ kaple sv. Ostatků (také zvaná Saská nebo Šternberská) – ve východní části 1. kaple vpravo od osy chrámu
    - 5. Přemysl Otakar I. (kolem 1155–1230), vládl 1197–1230, od 1198 3. český král – kamenná tumba z doby Karla IV. vpravo, v hrobce byl uložen zlatý prsten se žlutým topazem[4]
    - 6. Přemysl Otakar II. (kolem 1233–1278), 5. český král (1253–1278), zv. "železný a zlatý", původně pohřben v minoritském klášteře ve Znojmě (do roku 1296) – kamenná tumba z doby Karla IV. vlevo. V hrobce se dochovaly pohřební královské insignie – stříbrná pozlacená koruna zdobená brakteátovým vybíjením, žezlo a jablko.[4]

### V kapli svatého Václava
- kníže Václav (+ 935, podle starších názorů už v roce 929) – původně byl pohřben ve Staré Boleslavi, kde byl zavražděn. Teprve o 3 roky později nechal Boleslav I. převézt jeho ostatky do Prahy, a tak byl sv. Václav pochován v jižní apsidě tehdejší svatovítské rotundy.

## Nepanovnické hrobky
Další významné osoby mimopanovnického původu jsou pohřbeny na různých místech katedrály. Seznam osob pohřbených v katedrále najdete v kategorii Pohřbení v katedrále sv. Víta v Praze.